# Эпоха инфляции
В физической космологии эпоха инфляции, или инфляционная эпоха — это период в эволюции ранней Вселенной(10^-43-10^-37с), в течение которого, согласно теории инфляции, Вселенная претерпела чрезвычайно быстрое экспоненциальное расширение. Это быстрое расширение увеличило линейные измерения ранней Вселенной по меньшей мере в 1026 раз (возможно, ещё больше), таким образом увеличив его объём как минимум в 1078раз. Расширение в 1026 раз, для примера, эквивалентно увеличению объекта, начальная длина которого составляет 1 нанометр (10−9 метра, около половины ширины молекулы ДНК), до объекта длиной 10.6 светового года (около 100 триллионов километров).
Учёные предполагают, что этот процесс расширения был запущен фазовым переходом, который обозначил завершение предыдущей эпохи Великого объединения, которая состоялась примерно на 10−36 секунде после Большого взрыва. Одним из теоретических продуктов этого фазового перехода было скалярное поле, которое получило название инфлатонного поля. Когда это поле пришло к своему самому низкому энергетическому состоянию по всей Вселенной, оно создало отталкивающую силу, что привело к быстрому расширению пространства. Это расширение объясняет различные свойства Вселенной в её текущем состоянии, которые было бы трудно обосновать без инфляционной эпохи.
Точно неизвестно, когда именно завершилась эпоха инфляции, однако учёные предполагают, что это произошло между 10−33 и 10−32 секундами после Большого взрыва. Быстрое расширение пространства означает, что элементарные частицы, которые остались после эпохи Великого объединения, теперь распространились по всей Вселенной, приобретя очень незначительную плотность. Однако в конце эпохи инфляции огромная потенциальная энергия высвободилась из инфлатонного поля, повторно наполнив Вселенную плотной, горячей смесью кварков, антикварков и глюонов, тем самым войдя в электрослабую эпоху.
17 марта 2014 года астрофизики проекта BICEP2 объявили об обнаружении инфляционных гравитационных волн в спектре мощности B-поляризации, что стало первым чётким экспериментальным свидетельством в подтверждение космологической инфляции и Большого взрыва. Однако 19 июня 2014 года было сообщено, что свидетельства, которые подтверждают космическую инфляцию, являются не столь однозначными.